# Dipodomys californicus
Dipodomys californicus és una espècie de mamífer rosegador de la família dels heteròmids. És endèmica de l'oest dels Estats Units (Califòrnia, Nevada i Oregon). S'alimenta de llavors, vegetació verda i fruits petits (com ara la manzanita). Els seus hàbitats naturals són els herbassars de valls, el chaparral obert i els boscos oberts situats a avantmunts. És una espècie en risc mínim, és a dir, no sembla que hi hagi cap amenaça significativa per a la seva supervivència.